# 크리스 폴
크리스토퍼 이매뉴얼 "크리스" 폴(영어: Christopher Emmanuel "Chris" Paul, 1985년 5월 6일 ~ )은 미국의 농구 선수로 포지션은 포인트 가드이다. 현재 NBA 로스앤젤레스 클리퍼스 소속으로 뛰고 있다. 크리스 폴은 고등학교 시절 맥도날드 올-아메리칸에 선정되었으며, 웨이크 포레스트 대학교에 2년간 재학하며 NCAA 디비전 I에서 자신의 팀을 1위로 올려놓았다. 대학 시절의 활약을 바탕으로 2005년 NBA  신인 드래프트에서 전체 4순위로 뉴올리언스 호니츠에 지명되었다. 2020년부터 2023년까지 피닉스 선스 소속으로 뛰면서 데빈 부커와 백코트 듀오를 결성하여 2021년 본인 커리어 첫 NBA 파이널 진출에 성공하였다. 또한 폴은 NBA 올해의 신인상, 올림픽 금메달을 수상함과 동시에 어시스트상을 3회, 스틸 상을 6회 수상하였으며, NBA 올스타 팀에 7회, 올-NBA 팀에 6회, 올-디펜시브 팀에 6회 뽑히기도 하는 등 2010년대 NBA룰 대표하는 농구 스타로 자리 잡았다.

## 유년 시절
폴은 1985년 5월 6일, 노스캐롤라이나 윈스턴-살렘에서 태어났다. 아버지 찰스 에드워드 폴 (Charles Edward Paul)과 어머니 로빈 존스 (Robin Jones) 사이에서 태어난 폴에게는 찰스 C.J. 폴이라는 형이 있다. 원래 운동 선수였던 찰스 폴은 그의 아들에게 농구와 미식축구를 가르쳤다. 성장기에 폴 형제는 할아버지인 네이슨 존스가 운영하는 주유소에서 매년 여름 일하였는데, 폴은 자신의 할아버지를 인생의 수많은 가르침을 준 사람이며 동시에 “최고의 친구”였다고 말했다.

## 고등학교 시절
폴은 노스캐롤라이나 클레몬스에 위치한 웨스트 포사이스 고등학교 (West Forsyth High School)에 재학하였다. 첫 두 해 동안 그는 주니어 대표팀에서 뛰었다. 주니어 시즌, 그는 평균 25득점 5.3어시스트 4.4스틸이라는 뛰어난 성적을 기록하며 자신의 학교를 주 준결승까지 이끈다. 바로 뒤이은 여름, 폴은 윈스턴-살렘 카파 매직을 전미 U-17 AAU 우승으로 이끌며 토너먼트 MVP를 수상하는 영예를 누린다. 시니어 시즌이 되어, 폴은 한 경기 61득점을 기록하며 전국적인 주목을 받게 되는데, 그 해 초 폴의 할아버지가 자신이 운영하던 주유소에서 노상강도에게 살해되어 주검으로 발견된 것을 기리기 위해 할아버지의 나이와 같은 숫자의 득점을 올렸다고 한다. 폴은 그 시즌 평균 30.8득점 5.9리바운드 9.5어시스트 6스틸을 기록하였다. 이러한 활약에 힘입어, 그는 전미 고등학교 올스타전인 맥도날드 올 아메리칸 게임에 참가해 맥도날드 올-아메리칸으로 지명되었다.

## 대학교 시절
웨이크 포레스트 대학교에서의 첫 해, 폴은 평균 14.8득점 5.9어시스트 2.7스틸이라는 준수한 활약을 하며 3점슛성공률, 자유투, 자유투성공률, 어시스트, 스틸 부문에서 교내 1학년 기록을 갈아치웠다. 폴의 활약에도 불구하고, 그가 속한 웨이크 포레스트 대학 소속 데몬 디컨스는 그 해 세인트 조세프 농구팀에게 석패하여 토너먼트에서 탈락하였다. 폴은 ACC (Atlantic Coast Conference) 올해의 신인상을 수상하며 올-ACC 서드 팀으로 지명되었다.
폴의 대학교 2학년 시즌이 시작되기 2주 전, 웨이크 포레스트는 학교 역사상 처음으로 전미 1위에 랭크되었다. 그 해 마지막 게임에서 폴은 상대팀이었던 줄리어스 하지의 급소에 주먹을 날려 ACC 토너먼트 한 게임 출장 정지를 받았다. 이 사건은 당시 폴의 평판에 일시적으로 나쁜 영향을 주었다. 데몬 디컨스는 또 다시 NCAA 토너먼트에 참여하였지만, 두번째 라운드에서 웨스트버지니아에게 패배하여 탈락하였다. 평균 15.3득점 4.5리바운드 6.6어시스트 2.4스틸의 기록으로 마무리한 폴은 마침내 NCAA 올-아메리칸 퍼스트 팀에 뽑히게 되며, 3.21 GPA의 학점으로 ESPN의 아카데믹 올-아메리카 팀에도 뽑혔다. 2005년 4월 15일, 그는 에이전트를 고용하여 프로 농구 선수의 길을 걷겠다고 선언했다. 2011년 3월 2일, 웨이크 포레스트 대학은 그의 등번호를 영구 결번하기로 결정하였다.

## NBA 경력

### 뉴올리언스 호네츠 (2005–11)

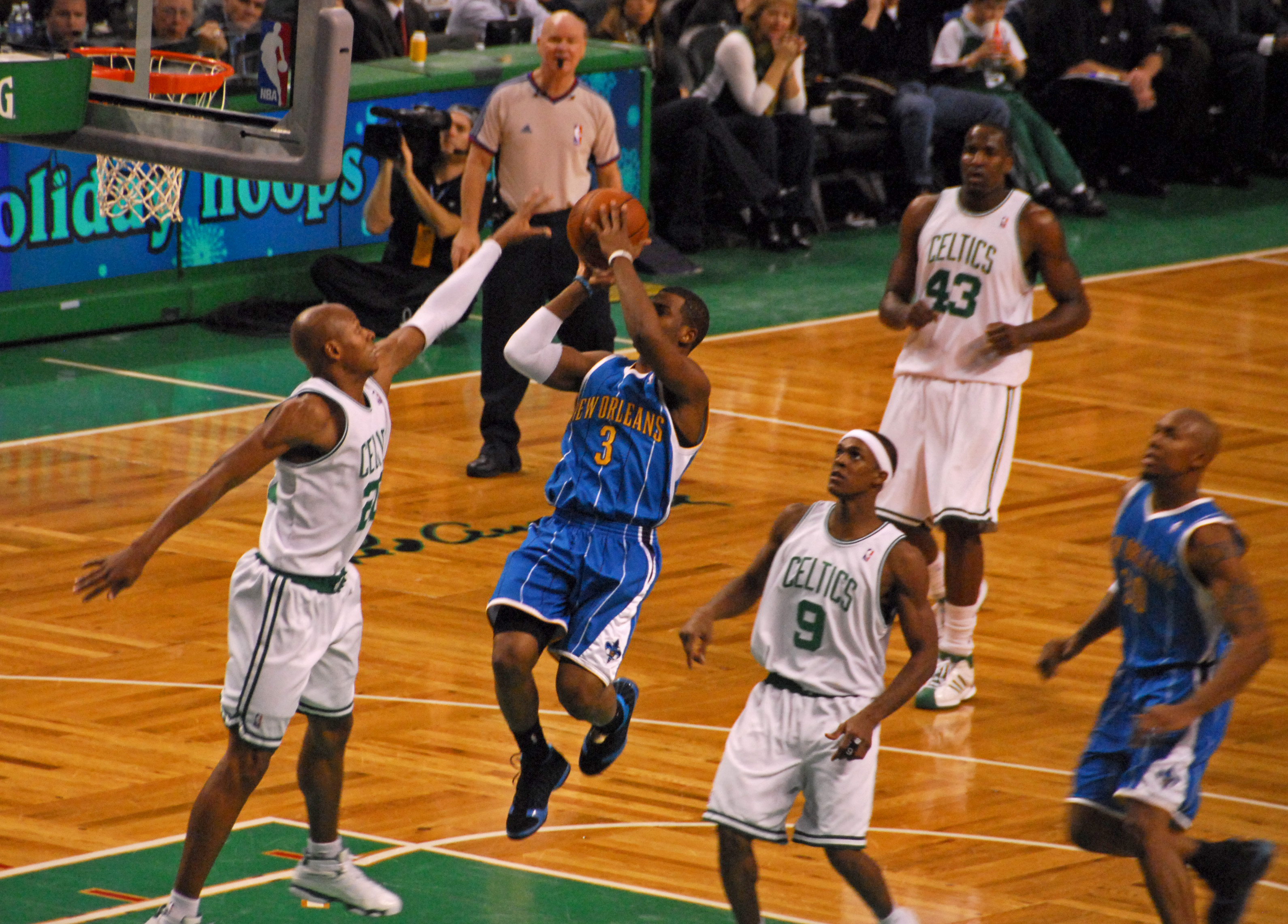
2008년 12월, 폴이 슛을 시도하는 장면

#### 초기 (2005–07)
폴은 2005년 NBA 신인 드래프트에서 전체 4순위로 뉴올리언스 호네츠에 지명되었다. 그 해 호네츠는 카타리나 태풍에 의한 피해 때문에 대부분의 경기를 오클라호마시티에서 치루었다. 폴은 2005-06 NBA 시즌, 다른 모든 신인들보다 득점, 어시스트, 스틸, 더블-더블 기록에서 앞서며 NBA 역사상 두번 째 리그 최다 스틸을 기록한 신인이 되었다. 폴의 시즌 최종 기록은 한 경기 평균 16.1득점 5.1리바운드 7.8어시스트 2.2스틸로, 단 한 표로 인해 만장일치라는 수식어를 놓친 채 그 해의 NBA 신인상을 수상했다. 그 한 표를 가져간 것은 데론 윌리엄스였는데, 폴은 커리어 초기 데론과의 라이벌 구도가 형성되기도 하였다.
2007년 올스타 주간, 폴은 신인 대항전에서 17어시스트 9스틸로 신기록을 수립하였다. 2006-07 NBA 시즌, 폴은 경기 당 평균 17.3득점 8.9어시스트로 그의 득점 능력과 패스 능력을 향상시켰으나, 부상으로 인해 64경기밖에 출장하지 못했다.

#### 뉴올리언스 (2007~2011)
폴은 2007-08 NBA 시즌 생애 처음으로 NBA 올스타 게임에 지명되어 그의 뉴올리언스 홈 팬들 앞에서 활약하였다. 그 해 내내 호네츠는 서부 컨퍼런스의 상위에위치하였는데, 3월 17일 시카고 불스와의 경기를 승리로 가져가며 잠시 1위를 차지하기도 하였다. 뉴올리언스는 프랜차이즈 역사상 최고 승수인 56승을 챙기며 2위로 시즌을 마감하였다. 폴은 한 경기 평균 21.1득점 11.6어시스트 2.7스틸을 기록하며 시즌 MVP 투표에서 2위를 차지하였고, 처음으로 올NBA팀과 올디펜시브 팀에 지명되었다. 폴은 그의 플레이오프 데뷔전에서 댈러스 매버릭스를 상대로 35득점을 기록하였다. 두번째 게임에서는 플레이오프 게임 프랜차이즈 기록인 17 어시스트를 기록했다. 호니츠는 매버릭스를 5게임만에 물리쳤고, 폴은 엘리미네이션 게임에서 24득점 11리바운드 15어시스트로 활약하였다. 뉴올리언스는 다음 라운드에서 샌안토니오 스퍼스에게 패배하였다.

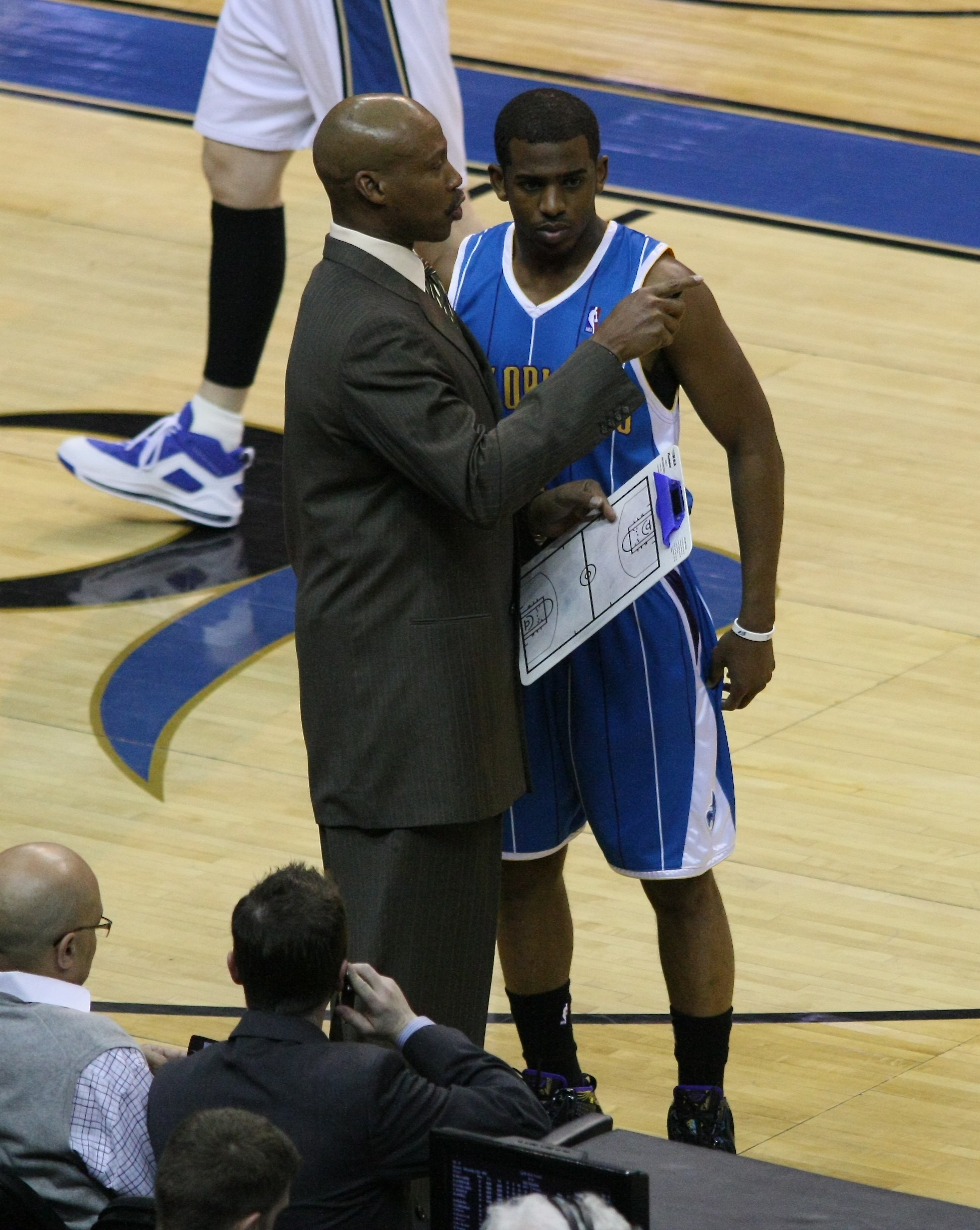
2009년 3월, 폴이 바이런 스콧 감독과 얘기하는 장면

2008-09 시즌 개막 전, 폴은 호네츠와 6800만불 상당의 재계약에 사인했다. 12월 17일, 폴은 106경기 연속 스틸을 기록하며 NBA 기록을 수립했다. 이 중 몇몇 경기에서는 스틸에 조금 숫자를 보태어 쿼드러플-더블을 기록한 경기도 있었는데, 필라델피아 세븐티식서스와의 1월 26일 경기에서 27득점 10리바운드 15어시스트 7스틸을 기록한 경우가 그렇다. 그의 시즌 최종 기록은 경기 평균 22.8득점 5.5리바운드 11어시스트 2.8스틸이었다. 폴의 개인 기록에도 불구하고, 뉴올리언스의 기록은 전년도에 비해 하락하였고 덴버 너기츠에 의해 플레이오프 1라운드에서 탈락하였다.
2009-10시즌, 호네츠는 시즌 초기의 부진을 이유로 바이런 스콧 감독을 경질하였다. 폴은 이 부분에 대해서 팀 매니지먼트는 “내게 먼저 상의하고 내가 어떻게 느낄지” 고려했어야 했다며 그의 불만을 표출하여 논란을 불러일으켰다. 2월 초, 폴은 왼쪽 무릎 연골 부상으로 인한 수술로 한달 이상을 벤치에서 보냈고, 이로 인해 올스타 게임을 포기해야만 했다. 그는 시즌 전체 45경기밖에 출장하지 못했으며, 기록 또한 평균 18.7득점 3.8리바운드 10.7어시스트 2.1스틸로 줄어들었다. 폴을 잃은 호니츠는 고전하였고, 플레이오프 진출하지 못하였다.
2010-11 시즌, 3월 6일 폴은 또 한번 부상의 악몽에 시달렸는데, 클리블랜드 캐벌리어스의 가드 라몬 세션스와 충돌하며 뇌진탕을 호소하다 들것에 실려 나갔다. 하지만 2경기 뒤에 복귀하여 새크라멘토 킹스를 상대로 33득점 15어시스트로 대활약했다. 폴이 시즌 통틀어 활약해준 결과 호니츠는 플레이오프에 진출하였고, 첫 라운드에서 디펜딩 챔피언이었던 로스앤젤레스 레이커스를 만나게 되었다. 폴은 1번째 경기에서 33득점 14어시스트 4스틸, 4번째 경기에서 27득점 13리바운드 15어시스트를 하는 등 이 시리즈에서 “역사적인” 퍼포먼스를 펼쳤다. 그의 시리즈 기록은 경기 평균 22득점 6.7리바운드 11.5어시스트 1.8스틸로, 54.5%의 슛 성공률을 기록하였다. 뉴올리언스는 6번째 경기에서 패배하며 시리즈를 마감하였다. 이 후 호네츠 구단주는 폴이 자유계약을 통해 팀을 떠나는 것을 막기 위해 그가 보인 활약에 걸맞은 계약을 제시하려 노력했다.

### 로스앤젤레스 클리퍼스(2011–2017)

#### 로스앤젤레스로의 트레이드(2011)
2011년 12월 8일, 호니츠는 폴을 로스앤젤레스 레이커스로 보내는 삼각 트레이드에 사인하였다. 당시 호니츠는 NBA 리그 소유였는데, 데이비드 스턴 NBA 총재는 이 트레이드를 무효화하며 뉴올리언스가 폴을 붙잡아두는 것이 나을 것이라 주장했다. 트레이드에 관계되었던 팀들은 리그에 로비를 하는 등 스턴 총재의 “폴 룰”을 뒤엎고 트레이드를 재성사시키려 노력했으나 이는 수포로 돌아갔다. 12월 12일, 호니츠는 폴을 로스앤젤레스 클리퍼스로 보내는 트레이드에 사인하였으나, 이는 다시 NBA가 원래 조항에 추가로 삽입한 조항이 문제가 되며 불발되었다. 2일 뒤, 마침내 두 팀은 미네소타 팀버울브스를 포함한 삼각 트레이드를 성사시켰고, 폴은 클리퍼스로 이적하게 되었다.

#### 랍 시티 시절 (2011–2017)

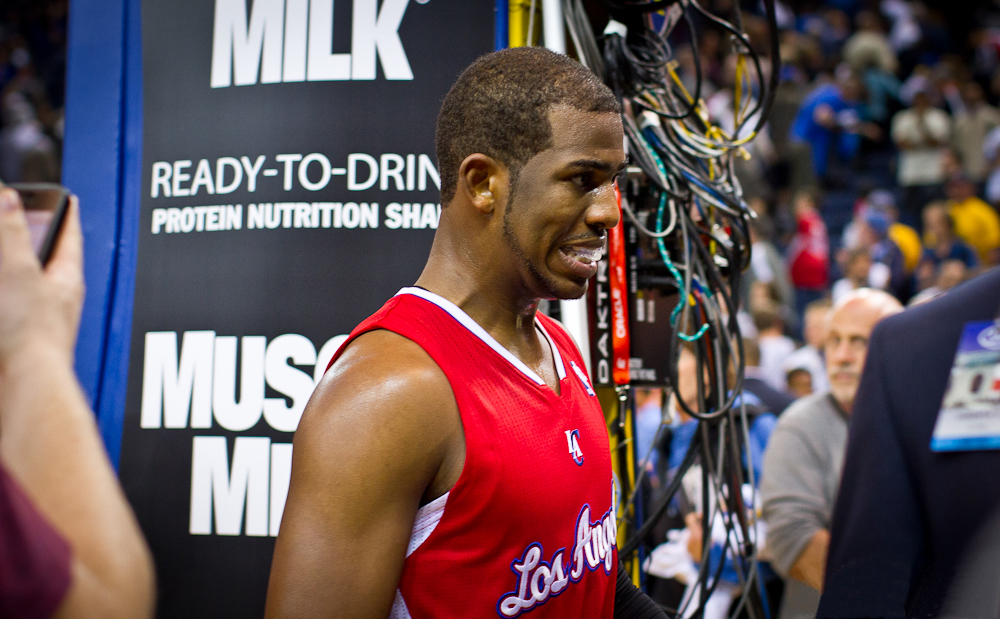
2012년 2월, 클리퍼스에서 뛰는 폴.

클리퍼스의 일원이 된 폴은 클리퍼스 프랜차이즈를 부활시켰다. 팀메이트인 블레이크 그리핀은 이를 두고 “우릴 지도 위에 올려놓았다” 라고 표현했다. 2011-12 시즌 초, 클리퍼스는 빠른 페이스의 공격과, 주로 폴이 던져 그리핀이나 디안드레 조던이 마무리하는 형태의 화려한 앨리웁 덩크로 이름을 날리기 시작하여, “롭 시티”라는 별명을 얻었다. 폴은 그 해를 평균 19.8득점 9.1어시스트 2.5스틸로 마무리하며 클리퍼스가 로스앤젤레스로 연고지를 옮긴 뒤 처음으로 올-NBA 팀에 뽑힌 소속 선수로 등극하였다. 폴의 활약과 신인 그리핀의 성장에 힘입어 클리퍼스는 플레이오프에 진출하였고, 세미파이널에서 샌안토니오 스퍼스에게 패배하였다.
2013 NBA 올스타 게임에서 폴은 20득점 15어시스트의 활약을 보이며 서부를 승리로 이끌었고, 생애 첫 올스타 게임 MVP 상을 수상하였다. 그는 2013-13 시즌을 경기 평균 16.9득점 9.7어시스트 2.4스틸로 마무리하였고, 클리퍼스는 프랜차이즈 기록인 56승을 챙겨가며 좋은 모습을 보였다. 서부에서 4위를 차지하며 플레이오프에 돌입한 클리퍼스는 첫 라운드에서 멤피스 그리즐리스에게 패하였다. 포스트시즌 마감 직후, 클리퍼스는 비니 델 니그로 감독의 계약을 연장하지 않겠다 선언하였는데, 이때 폴은 니그로 감독과의 불화설에 휘말려있었다. 이후 클리퍼스는 관련된 불화설을 일축하였다.
2013-14 시즌이 시작하기 전, 폴은 5년 1억불 상당의 클리퍼스와의 재계약에 사인하였다. 어깨 부상으로 인해 한 달 이상을 벤치에 앉아있었음에도 불구하고, 클리퍼스는 57승을 기록하며 또 다시 프랜차이즈 역사를 새로 썼다. 폴의 시즌 최종 기록은 평균 19.1득점 10.7어시스트 2.5스틸이었다. 플레이오프 2라운드 1번째 게임, 폴은 오클라호마시티 선더를 상대로 포스트시즌 커리어하이 기록인 3점슛 8개를 성공시키며 리드를 가져갔다. 2-2 시리즈 타이 상황, 5번째 게임에서 폴은 승부처에서 연속해서 실수를 남발하며 결국 선더에게 승리를 안겨주었다. 후에 그는 “자신의 잘못”이라며 인터뷰하였다. 오클라호마시티는 끝내 6번째 게임에서 로스앤젤레스를 쓰러트렸다.
그러나, 2017년까지 지속적으로 플레이오프에 진출했으나 컨퍼런스 파이널에 진출하지 못해 우승 도전에 실패하였다.

### 휴스턴 로키츠 (2017~2019)
크리스 폴은 우승 도전을 위해 로스앤젤레스 클리퍼스에서 휴스턴 로키츠로 자리를 옮겼다. NBA 역사상 최다 규모의 1대8 규모로 트레이드되었다. 휴스턴 로키츠의 대럴 모리 단장은 제임스 하든과 함께 우승을 도전하기 위한 선수로 크리스 폴을 지목했으며, 폴의 휴스턴 합류 이후에는 제임스 하든과 함께 리그 최고 수준의 백코트 듀오를 구축했다. 2017-18 시즌에는 크리스 폴이 유타 재즈를 꺾고 커리어 사상 최초로 컨퍼런스 파이널에 진출하는데 성공했다. 그러나, 2019년 크리스 폴은 지속적인 NBA 파이널 진출 실패와 제임스 하든과의 불화로 인해 휴스턴에서의 생활을 마무리해야 했다.

### 오클라호마시티 선더 (2019~2020)
크리스 폴은 본인의 커리어 첫 컨퍼런스 파이널에 진출하는 등 휴스턴 로키츠에서 활약을 이어나갔지만, 2018-19 시즌 동료 제임스 하든과의 불화로 인해 오클라호마시티 선더로 자리를 옮겼다.

### 피닉스 선스 (2020~2023)
크리스 폴은 오클라호마시티 선더와 피닉스 선스의 트레이드를 통해 피닉스 선스에 합류하게 되었다. 이에 따라 뉴올리언스 호니츠 시절 호흡을 맞췄던 몬티 윌리엄스 감독과 재회하였다. 폴은 데빈 부커와 함께 백코트 듀오를 결성하여 선전을 펼쳤으며 2020-21 시즌 정규시즌 2위를 차지하는 호성적을 거두었다. 나아가 크리스 폴은 자신의 커리어 최초 NBA 파이널 진출 성공하여 커리어 하이 시즌을 보냈다.

## 국제 경기

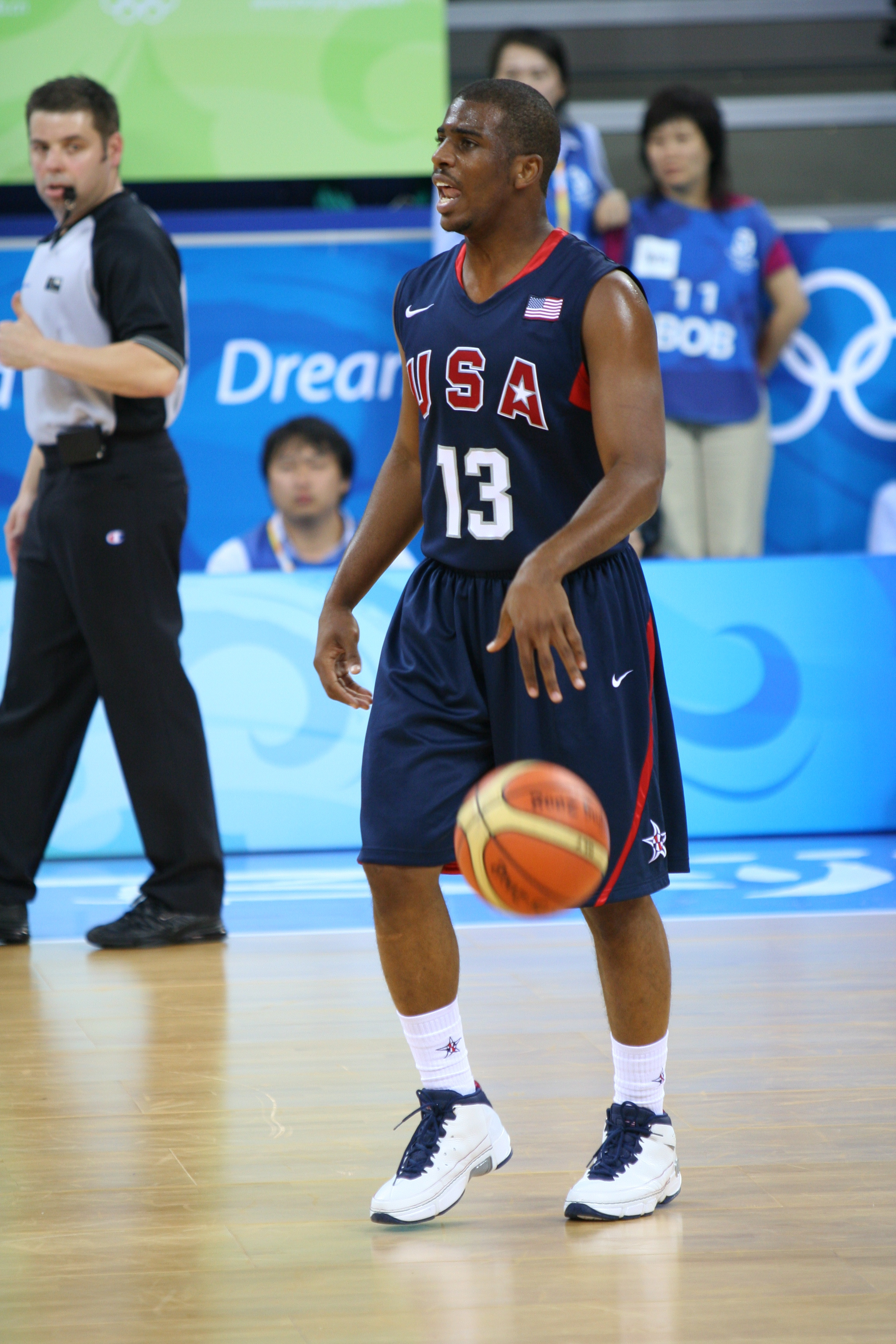
폴이 베이징 2008년 올림픽에서 공격하는 장면

폴은 그의 2006 일본 FIBA 농구 월드컵에서 미국 농구 국가대표팀에 데뷔하였다. 44어시스트로 토너먼트 하이를 달성한 폴은 팀으로서는 동메달에 그치고 말았다. 베이징 2008 하계 올림픽에서 폴은 스페인 농구 국가대표팀을 상대로 결승전에서 13점을 득점하며 금메달을 얻어냈다. 미국 팀은 이 대회를 8전 전승이라는 압도적인 성적으로 마무리하였다. 폴은 런던 2012 하계 올림픽에서 주전 포인트가드로 입지가 상승되었고, 평균 8.2득점 5.1어시스트 1.6스틸로 활약하며 또 다른 전승 금메달을 얻어냈다.

## 선수 플레이스타일

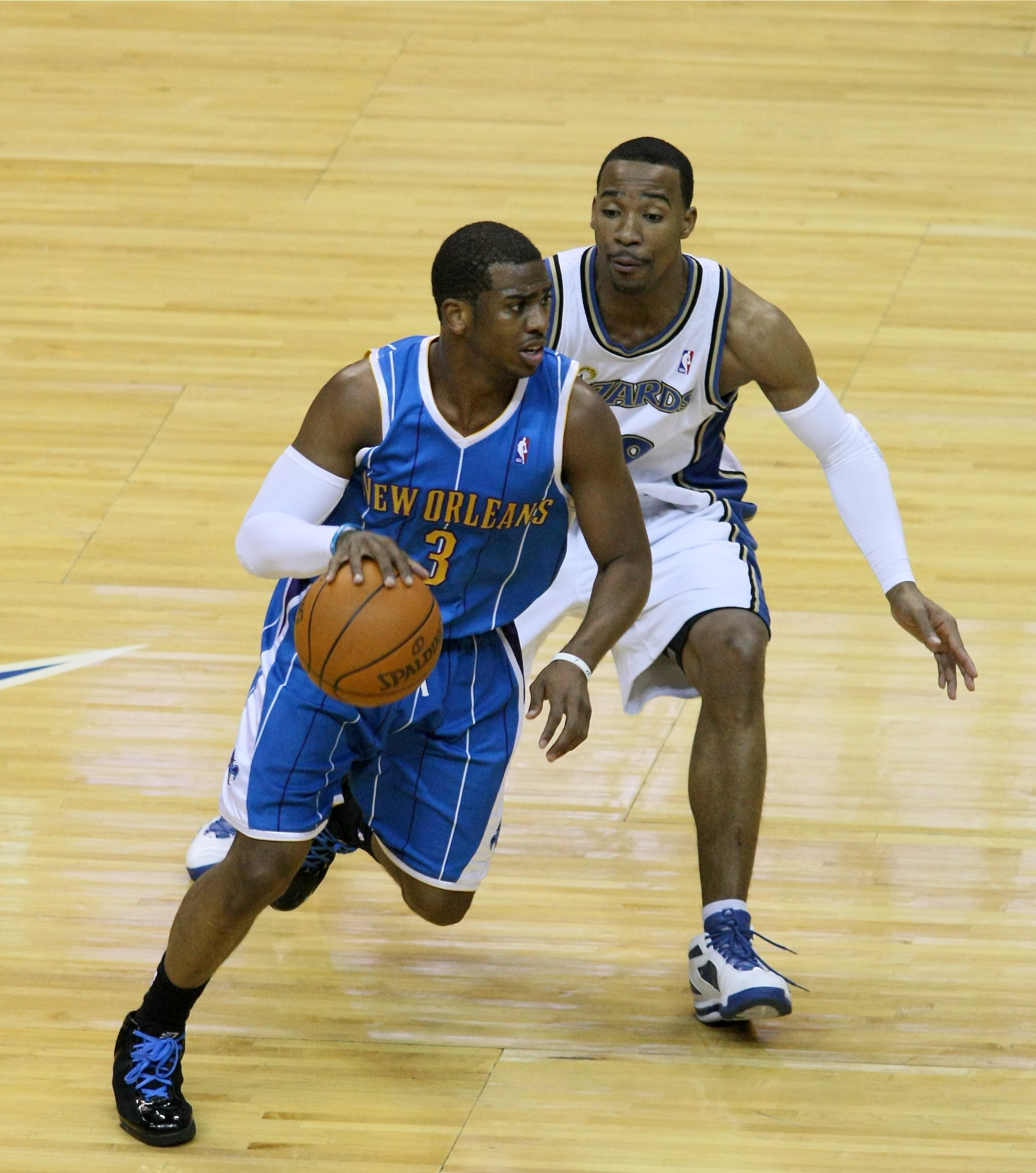
2009년 3월, 폴이 드리블하는 장면

크리스 폴의 공식 신체조건은 맨발 신장 182.2cm에 체중은 79kg로, NBA에서 포인트가드를 전문적으로 담당하고 있다. 2014 NBA 리뷰에서 ESPN의 케핀 펠튼은 폴을 리그 최고의 포인트가드라고 극찬했다. 그의 커리어 기록은 경기 평균 18.6득점 4.4리바운드 9.9어시스트 2.4스틸이다. 그는 올-NBA팀에 5회 (2009-09, 2011-13), 올-디펜시브팀에 5회 (2008-09, 2011-13) 선정되었으며, NBA 최다 스틸 6회 (2008-09, 2011-14), 최다 어시스트를 3회 (2008-09, 2014) 기록했다. 2013년, 폴은 ESPN과 ‘’스포츠 일러스트레이티드’’가 선정한 리그 최우수 선수에서 3위에 선정되었다.
폴은 빠른 속공형 게임보다 반코트에서 풀어나가는 지공을 선호한다. 그는 스피드를 조절함으로써 득점 찬스를 주로 만들어내는데, 1대1이나 픽앤롤을 통해 수비수를 제친 뒤 속도를 늦추어 수비수를 등진 상태로 볼을 소유하여 다른 상대 수비수들이 자신을 수비하도록 유도한다. 폴이 페인트존 깊숙히 침투하여 수비의 이목을 끄는 능력은 다른 팀메이트들이 손쉽게 슛 찬스를 가져가게 만드는데, 이는 2013년 그가 3점 슛 어시스트 부분에서 리그 2위였다는 점에서 드러난다. 뛰어난 골 밑 침투 능력 외에도, 폴은 준수한 미들레인지 점퍼와 3점 슛 능력을 가지고있다. 비록 점프샷은 그가 선호하는 공격 옵션은 아니지만, 수비에 의해 페인트존에서 디나이 당했을 때는 득점 수단으로 유효하게 이용하는 공격 루트이다. 이 점은 폴을 특히 수비하기 어려운 가드로 만드는데, 거의 모든 수비를 상대로 코트 위 어느 지역에서든 어렵지 않게 득점할 수 있기 때문이다. 수비수로서도 좋은 활약을 펼치는데, 활발히 손과 발을 움직이며 끈질기게 수비한다.

## 수상 내역
- NBA 올스타전 MVP (2013)
- NBA 올스타 12회 (2008-2016, 2020-2022)
- 올-NBA 퍼스트 팀 4회 (2008, 2012-2014)
- 올-NBA 세컨드 팀 5회 (2009, 2015-2016, 2020-2021)
- 올-NBA 서드 팀 2회 (2011, 2022)
- NBA 올-디펜시브 퍼스트 팀 7회 (2009, 2012-2017)
- NBA 올-디펜시브 세컨드 팀 2회 (2008, 2011)
- NBA 올해의 신인상 (2006)
- NBA 올-루키 퍼스트 팀 (2006)
- NBA 어시스트왕 5회 (2008-2009, 2014-2015, 2022)
- NBA 스틸왕 6회 (2008-2009, 2011-2014)
- 맥도날드 올 아메리칸 (2003)
- 웨이크포레스트 대학교 3번 영구 결번

## 경력 통계

### NBA

#### 정규 시즌
| 시즌    | 팀             | 경기 | 선발 | 출장시간 | 야투% | 3점슛% | 자유투% | 리바운드 | 어시스트 | 스틸 | 블록 | 득점 |
| ------- | -------------- | ---- | ---- | -------- | ----- | ------ | ------- | -------- | -------- | ---- | ---- | ---- |
| 2005-06 | 뉴올리언스     | 78   | 78   | 36.0     | .430  | .282   | .847    | 5.1      | 7.8      | 2.2  | .1   | 16.1 |
| 2006-07 | 뉴올리언스     | 64   | 64   | 36.8     | .437  | .350   | .818    | 4.4      | 8.9      | 1.8  | .0   | 17.3 |
| 2007-08 | 뉴올리언스     | 80   | 80   | 37.6     | .488  | .369   | .851    | 4.0      | 11.6     | 2.7  | .1   | 21.1 |
| 2008-09 | 뉴올리언스     | 78   | 78   | 38.5     | .503  | .364   | .868    | 5.5      | 11.0*    | 2.8  | .1   | 22.8 |
| 2009-10 | 뉴올리언스     | 45   | 45   | 38.0     | .493  | .409   | .847    | 4.2      | 10.7     | 2.1  | .2   | 18.7 |
| 2010-11 | 뉴올리언스     | 80   | 80   | 36.0     | .463  | .388   | .878    | 4.1      | 9.8      | 2.4  | .1   | 15.8 |
| 2011-12 | LA 클리퍼스    | 60   | 60   | 36.4     | .478  | .371   | .861    | 3.6      | 9.1      | 2.5  | .1   | 19.8 |
| 2012-13 | LA 클리퍼스    | 70   | 70   | 33.4     | .481  | .328   | .885    | 3.7      | 9.7      | 2.4  | .1   | 16.9 |
| 2013-14 | LA 클리퍼스    | 62   | 62   | 35.0     | .467  | .368   | .855    | 4.3      | 10.7     | 2.5  | .1   | 19.1 |
| 2014-15 | LA 클리퍼스    | 82   | 82   | 34.8     | .485  | .398   | .900    | 4.6      | 10.2     | 1.9  | .2   | 19.1 |
| 2015-16 | LA 클리퍼스    | 74   | 74   | 32.7     | .462  | .371   | .896    | 4.2      | 10.0     | 2.1  | .2   | 19.5 |
| 2016-17 | LA 클리퍼스    | 61   | 61   | 31.5     | .476  | .411   | .892    | 5.0      | 9.2      | 1.9  | .1   | 18.1 |
| 2017-18 | 휴스턴         | 58   | 58   | 31.8     | .460  | .380   | .919    | 5.4      | 7.9      | 1.7  | .2   | 18.6 |
| 2018-19 | 휴스턴         | 58   | 58   | 32.0     | .419  | .358   | .862    | 4.6      | 8.2      | 2.0  | .3   | 15.6 |
| 2019-20 | 오클라호마시티 | 70   | 70   | 31.5     | .489  | .365   | .907    | 5.0      | 6.7      | 1.6  | .2   | 17.6 |
| 2020-21 | 피닉스         | 70   | 70   | 31.4     | .499  | .395   | .934    | 4.5      | 8.9      | 1.4  | .3   | 16.4 |
| 2021-22 | 피닉스         | 65   | 65   | 32.9     | .493  | .317   | .837    | 4.4      | 10.8     | 1.9  | .3   | 14.7 |
| 경력    | 경력           | 1155 | 1155 | 34.5     | .473  | .369   | .871    | 4.5      | 9.5      | 2.1  | .1   | 18.1 |
| 올스타  | 올스타         | 11   | 4    | 24.8     | .525  | .468   | .857    | 3.9      | 11.6     | 2.4  | .0   | 12.2 |

#### 플레이오프
| 시즌 | 팀             | 경기 | 선발 | 출장시간 | 야투% | 3점슛% | 자유투% | 리바운드 | 어시스트 | 스틸 | 블록 | 득점 |
| ---- | -------------- | ---- | ---- | -------- | ----- | ------ | ------- | -------- | -------- | ---- | ---- | ---- |
| 2008 | 뉴올리언스     | 12   | 12   | 40.5     | .502  | .238   | .785    | 4.9      | 11.3     | 2.3  | .2   | 24.1 |
| 2009 | 뉴올리언스     | 5    | 5    | 40.2     | .411  | .313   | .857    | 4.4      | 10.4     | 1.6  | .0   | 16.6 |
| 2011 | 뉴올리언스     | 6    | 6    | 41.5     | .545  | .474   | .796    | 6.7      | 11.5     | 1.8  | .0   | 22.0 |
| 2012 | LA 클리퍼스    | 11   | 11   | 38.5     | .427  | .333   | .872    | 5.1      | 7.9      | 2.7  | .1   | 17.6 |
| 2013 | LA 클리퍼스    | 6    | 6    | 37.3     | .533  | .316   | .892    | 4.0      | 6.3      | 1.8  | .0   | 22.8 |
| 2014 | LA 클리퍼스    | 13   | 13   | 36.3     | .467  | .457   | .774    | 4.2      | 10.4     | 2.8  | .0   | 19.8 |
| 2015 | LA 클리퍼스    | 12   | 12   | 37.1     | .503  | .415   | .941    | 4.4      | 8.8      | 1.8  | .3   | 22.1 |
| 2016 | LA 클리퍼스    | 4    | 4    | 31.3     | .487  | .300   | 1.000   | 4.0      | 7.3      | 2.3  | .0   | 23.8 |
| 2017 | LA 클리퍼스    | 7    | 7    | 37.2     | .496  | .368   | .879    | 5.0      | 9.9      | 1.7  | .1   | 25.3 |
| 2018 | 휴스턴         | 15   | 15   | 34.5     | .459  | .374   | .830    | 5.9      | 5.8      | 2.0  | .3   | 21.1 |
| 2019 | 휴스턴         | 11   | 11   | 36.1     | .446  | .270   | .844    | 6.4      | 5.5      | 2.2  | .6   | 17.0 |
| 2020 | 오클라호마시티 | 7    | 7    | 37.3     | .491  | .372   | .885    | 7.4      | 5.3      | 1.6  | .4   | 21.3 |
| 2021 | 피닉스         | 20   | 20   | 34.2     | .497  | .446   | .877    | 3.5      | 8.6      | 1.2  | .2   | 19.2 |
| 2022 | 피닉스         | 13   | 13   | 34.4     | .561  | .388   | .946    | 4.2      | 8.3      | 1.5  | .2   | 17.5 |
| 경력 | 경력           | 142  | 142  | 36.6     | .486  | .375   | .856    | 4.9      | 8.3      | 1.9  | .2   | 20.4 |

### 대학교
| 시즌    | 팀                | 경기 | 선발 | 출장시간 | 야투% | 3점슛% | 자유투% | 리바운드 | 어시스트 | 스틸 | 블록 | 득점 |
| ------- | ----------------- | ---- | ---- | -------- | ----- | ------ | ------- | -------- | -------- | ---- | ---- | ---- |
| 2003–04 | 웨이크 포레스트대 | 31   | 31   | 33.6     | .496  | .465   | .843    | 3.3      | 5.9      | 2.5  | .4   | 14.8 |
| 2004–05 | 웨이크 포레스트대 | 32   | 32   | 33.4     | .451  | .474   | .834    | 4.4      | 6.6      | 2.7  | .0   | 15.3 |
| 경력    | 경력              | 63   | 63   | 33.5     | .472  | .470   | .838    | 3.9      | 6.3      | 2.5  | .2   | 15.0 |

## 코트 바깥에서의 크리스 폴
폴은 2011년 9월 10일 그의 배우자 제이다 크로울리 (Jada Crawly)와 결혼하였다. 폴 부부는 두 명의 자녀를 두고 있다.
폴은 독실한 기독교 신자며, 가능한 매주 일요일 교회에 참석한다. 폴은 볼링을 즐겨 하는데, 프로 볼링 협회의 리그에 자기 소유의 프랜차이즈를 갖고있다. 폴은 CP3 파운데이션의 대표로 태풍 카타리나 원조 행사나 윈스턴-살렘에서 열린 자선행사 등 수많은 볼링 행사에 참여했다.

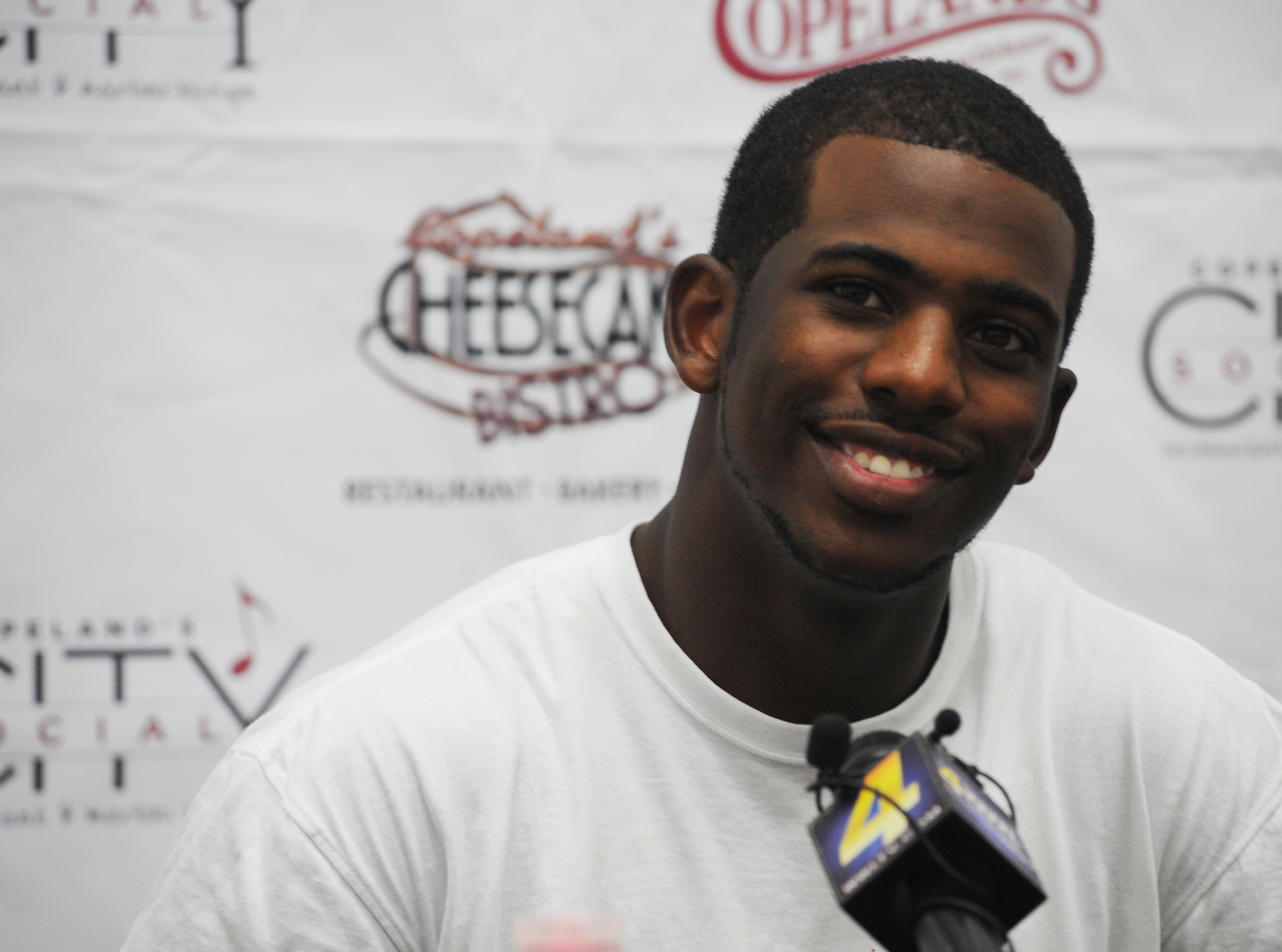
폴이 2009년 7월 열린 농구 캠프에서 질문에 답하고있다.

폴의 형인 C.J.는 햄프턴 대학교에서 대학농구를 했다. 2004년에는 웨이크 포레스트에 있던 폴과 C.J.가 맞붙기도 했다. C.J.는 현재 폴의 개인 매니저로 일하고 있다. 폴은 미식축구 선수인 레지 부쉬와 친한 친구 사이인데, 부쉬가 뉴올리언스 세인츠에서 뛸 때 함께 같은 복합주택에서 살았었다.
2014년, 포브스지는 폴을 세계에서 가장 많은 연봉을 받는 운동 선수 중 하나로 꼽았는데, 이에 따르면 폴은 연간 2420만 달러를 번다고 한다. 그가 함께 사업하는 기업으로는 나이키나 스테이트 팜 등이 있다. 그는 스포츠 비디오 게임 NBA 2K8의 표지 모델이었다.
폴은 4년간의 행정위원 역할을 수행하다, 2013년 8월 21일 전미 농구 선수 협회의 13대 회장으로 선출되었다. 폴은 클리퍼스의 구단주인 도날드 스털링이 인종차별적 발언으로 처벌받을 때 그를 퇴출시키는데 일조하였다. 인터뷰에 따르면, 폴이 계속해서 팀을 소유할 경우 보이콧도 불사하겠다고 하였다. 폴은 행정 위원회에게 전미 농구협회의 행정 감독으로 마이클 로버트를 추천하여 로버트를 감독 자리에 앉히는데 큰 역할을 하였다. 그는 2013년 10월부터 2021년까지 8년간 13대, 14대 NBA 선수 노동 협회의 회장직을 역임하고 CJ 맥컬럼에게 보직을 넘겨줬다.

## NBA 커리어 기록
영문 위키피디아 문서 참고

## 수상 목록
영문 위키피디아 문서 참고